# Aquarius (rakieta)
Aquarius – niezrealizowany projekt rakiety nośnej zaprojektowanej przez amerykańską firmę Space Systems/Loral w celu komercyjnego wynoszenia małych ładunków na niską orbitę okołoziemską.

## Koncept

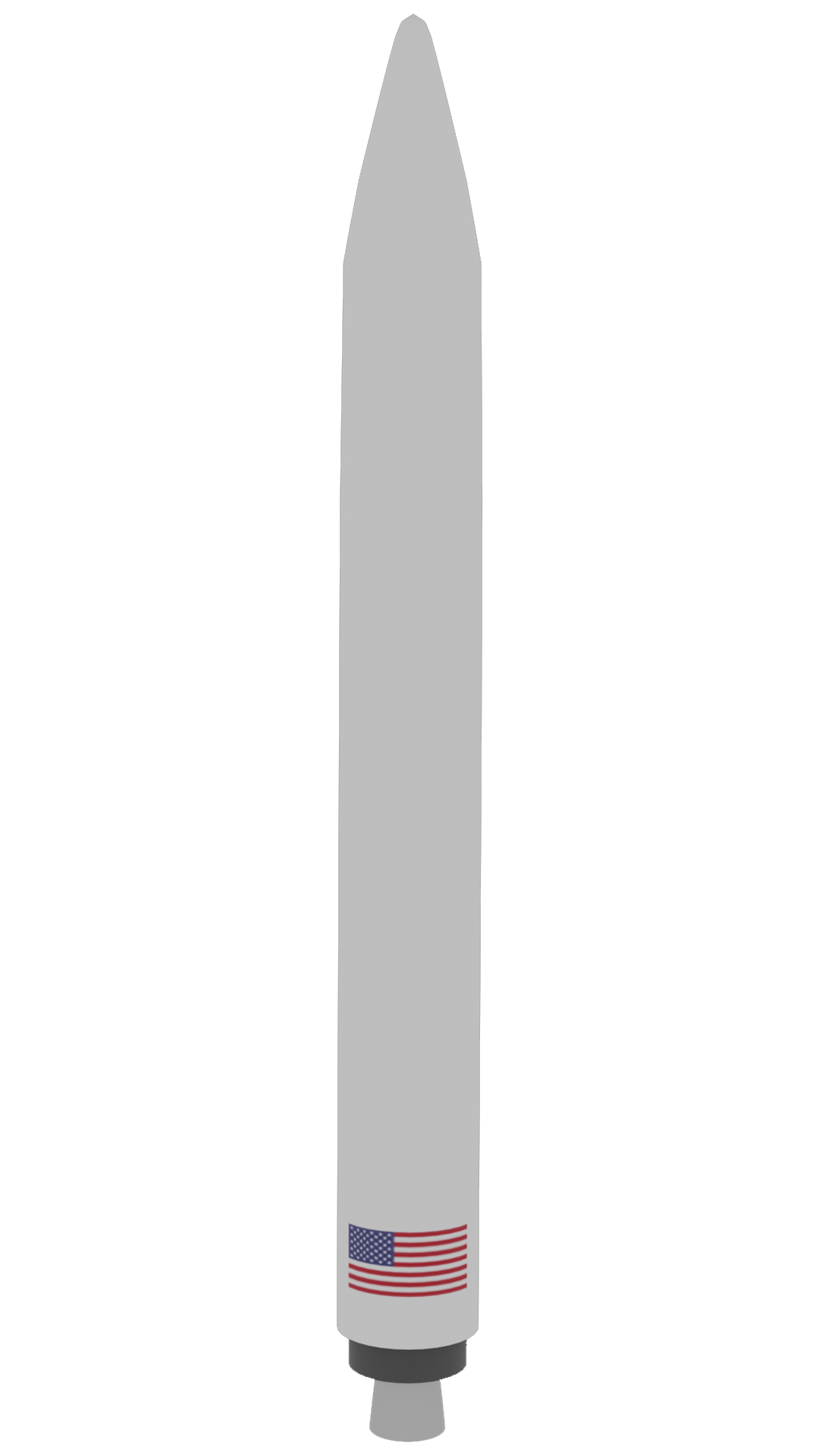
Wizualizacja rakiety Aquarius

Aquarius był przeznaczony głównie do wystrzeliwania na niską orbitę okołoziemską wody, paliwa rakietowego i innych materiałów eksploatacyjnych. Docelowy koszt jednego startu Aquariusa  wynosił 1 milion dolarów, a sama rakieta została zaprojektowana jako jednostopniowy pojazd o wysokości 43 metrów i 4-metrowej średnicy, który miał być napędzany pojedynczym silnikiem ciśnieniowym napędzanym na ciekły wodór i ciekły tlen.
Rakieta Aquarius miałaby wystartować z wód oceanicznych w celu zminimalizowania konieczności budowy infrastruktury startowej. Dodatkowo przy starcie istniałaby możliwość umieszczenia 1000-kilogramowego ładunku na 200-kilometrowej orbicie o nachyleniu 52 stopni.

## Oferta COTS
Propozycja wykorzystania rakiety w amerykańskim programie Commercial Orbital Transportation Services została złożona Constellation Services International w 2006 roku, jednak firma Space Systems/Loral nie została wybrana. Planowany koszt rozwoju rakiety Aquarius w ramach przedstawionego projektu wyniósł 150 milionów dolarów. Do osiągnięcia rentowności całego przedsięwzięcia potrzebnych było 100 startów Aquariusa w ciągu jednego roku. Zgodnie z założeniami jedna trzecia wszystkich startów rakiety Aquarius w ramach projektu miała być nieudana.